# Кызылтасское
Кызылтасское (каз. Қызылтас) — село в Осакаровском районе Карагандинской области Казахстана. Входит в состав сельского округа Жансары. Код КАТО — 355637300.

## Население
В 1999 году население села составляло 246 человек (114 мужчин и 132 женщины). По данным переписи 2009 года, в селе проживало 197 человек (94 мужчины и 103 женщины).